# Écluse de Picketfield

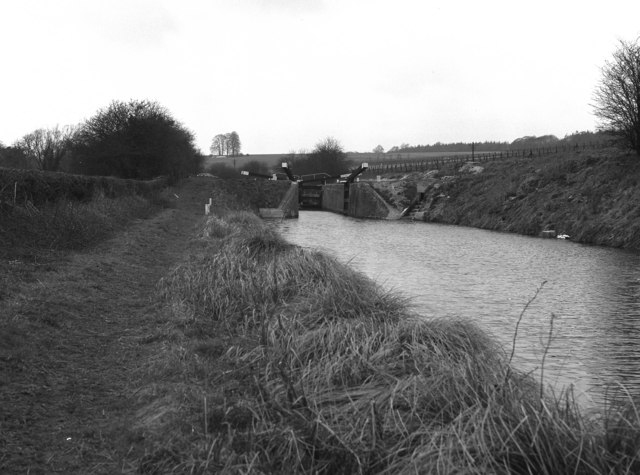
L'écluse de Picketfield après sa restauration en 1976

L’écluse de Picketfield est une écluse sur le canal Kennet et Avon, près de Hungerford, dans le Berkshire, en Angleterre.
L'écluse de Picketfield a été construite entre 1718 et 1723 sous la supervision de l'ingénieur John Hore de Newbury. Le canal est administré par la British Waterways. L’écluse permet de franchir un dénivelé de 2,13 m (7 pi).